# Hoihoi-san
Hoihoi-san (一撃殺虫!!ホイホイさん Ichigeki Satchū!! Hoihoi-san?, ¡¡Mata-bichos!! Muñeca guardiana Hoihoi-san), es un manga dibujado por Kunihiko Tanaka que dio paso a un videojuego de PlayStation 2, un OVA de 11 minutos y spin-off llamado Ichigeki Sacchu!! HoiHoi-san Legacy.

## Historia
En el año 20XX, los insectos se han vuelto inmunes a todos los pesticidas. Para combatir la creciente plaga de cucarachas y otros bichos, la compañía farmacéutica MARS empieza a desarrollar unos androides de exterminio con el tamaño y la forma de una muñeca nombrada Hoihoi-san. Estos androides pueden cazar insectos y matarlos con armas en miniatura como ametralladoras y cuchillos de combate. Al mismo tiempo de ser lanzada la robot Hoihoi-san, una compañía rival presenta una robot similar llamada Combat-san.  Estos suelen ser tratados como muñecas, y se venden vestidos y accesorios para ellos. 
Aburatsubo es uno de los protagonistas de está pequeña historia, junto a Kimiko Dewa una chica con una gran fobia a Hoihoi-san que trabaja en una farmacia donde conoce a Aburatsubo.

## Personajes
- Hoihoi-san (ホイホイさん), muñeca robot caza insectos desarrollada por Laboratorios Maazu.
- Combat-san (コンバットさん), muñeca robot caza insectos de KINRYU, una empresa rival de Maazu.
- Aburatsubo (油壷), gran aficionado a Hoihoi-san y protagonista de la historia.
- Kimiko Dewa (出羽きみ子, Dewa Kimiko) es una chica que trabaja en la farmacia donde suele ir Aburatsubo. La visión de una montaña de insectos muertos debido a la eficacia de Hoihoi-san le provocó un trauma y una fobia hacia Hoihoi-san.

- Datos: Q602932